# 康加巴
11°56′N 8°25′W / 11.933°N 8.417°W

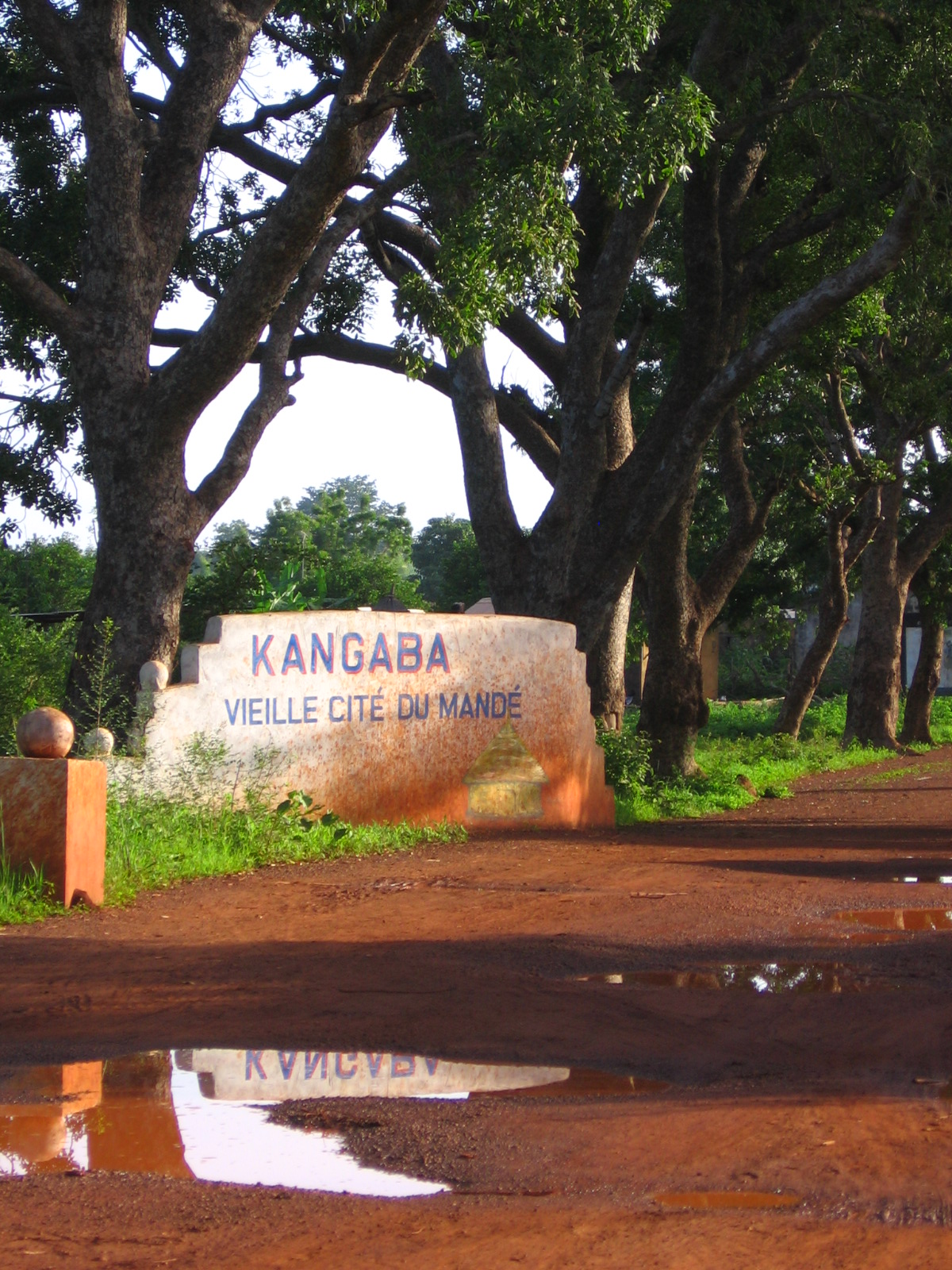
康加巴

康加巴（法語：Kangaba），是馬里的城鎮，位於該國西部，由庫利科羅區負責管轄，是康加巴省的首府，距離幾內亞邊境50公里，海拔高度332米，2013年人口23,429。